# Gospel
Gospel er en kirkelig musikgenre udviklet i "sorte kirker", dvs. forsamlinger i USA, hvor medlemmerne var sorte. Gospel kan fremføres af kor eller af soloister ofte vokalt eller med et enkelt akkompagnement. Den er en videreudvikling af spirituals nært beslægtet med blues og har forgreninger til pop og rock.
Gospel betyder evangelium på engelsk, og det meste af gospelmusikken må betragtes som kristen i sit indhold. Der findes undtagelser som gruppen Weather Girls.
De mest kendte ældre sangere er Mahalia Jackson og Elvis Presley.
En meget populær nyere gospelsanger er Andrae Crouch, gruppen Take 6 og  Kirk Franklin. Han optrådte live med sit kor ved TV-transmissionen af Nelson Mandelas begravelse.
En gren af gospelmusikken har været brugt til gademission: det er en guitarist, der spiller og synger gospelsangene i den gængse bluesstil. Fx Blind Willie Johnson og Reverend Gary Davis.
I Danmark har gospelgenren i høj grad været benyttet som koncertmusik ved kirkekoncerter med solister som Etta Cameron og Marie Carmen Koppel. Af andre navne er komponisten Hans Christian Jochimsen, som er efterspurgt korleder ved workshops i bl.a. Tyskland og Norge. En betydningsfuld pioner inden for gospelkor er organisten Peter Steinvig, der har ledet gospelkoret Kefas siden 1975. Andre pionerer er radiomanden Georg Julin, som op gennem firserne og halvfemserne var idémand til flere store gospelbegivenheder i hele landet.
I kristelige kredse anvendes ordet ofte om rytmisk musik med kristne tekster.